# Nicola de Marco
Nicola de Marco (* 28. August 1990 in Pordenone) ist ein italienischer Automobilrennfahrer.

## Karriere
De Marco begann seine Motorsportkarriere 2000 im Kartsport, den er bis 2005 ausübte. 2006 wechselte er in den Formelsport und belegte den dritten Gesamtrang in der italienischen Formel Azzurra. Im folgenden Jahr ging de Marco in der italienischen Formel-3-Meisterschaft an den Start und wurde Sechster in der Gesamtwertung. 2008 wechselte de Marco in die spanische Formel-3-Meisterschaft. Mit zwei Siegen belegte er den vierten Gesamtrang.
2009 startete de Marco in der wiederbelebten Formel 2. Mit einem zweiten Platz als bestes Resultat belegte er am Saisonende den zehnten Gesamtrang. 2010 blieb de Marco in der Formel 2 und gewann in Brünn sein erstes Formel-2-Rennen. Mit einem weiteren Sieg belegte er am Saisonende den achten Platz in der Gesamtwertung.
Mit der Saison 2011 wechselte er vom Formel- in den GT-Motorsport. Dort startete er mit einem Mercedes-Benz SLS AMG GT3 in der International GT Open und erreichte den 13. Platz in der GTS-Wertung. 2013 ging er mit einem Ferrari 458 Italia GT3 nochmals in der International GT Open an den Start. Parallel fuhr er in der spanischen GT-Meisterschaft und belegte dort den 16. Rang zum Saisonende.
2016 startete er für das Team Lazarus mi einem Lamborghini Huracán LP620-2 in der Lamborghini Super Trofeo-Rennserie und erzielte den sechsten Rang zum Jahresende. Beim 6-Stunden-Rennen von Rom 2016 fuhr er auf den dritten Platz. Im darauffolgende Jahr trat er in zwei Rennen des Sprint Cups der Blancpain GT Series an.
2018 erreichte er mit dem Sieg des 12-Stunden-Rennen von Abu Dhabi in einem Lamborghini Huracán GT3 seinen bislang größten Rennerfolg.